# Escurçó de cascavell
L'escurçó de cascavell (Crotalus durissus) és una espècie verinosa de cròtal, distribuïda des de Mèxic a Sud-amèrica. És la serp més distribuïda del seu gènere i és molt verinosa, sent un greu problema de resolució mèdica la seva mossegada.
Creix fins a un màxim de longitud, de prop de 18 dm. El cos és fortament escatat, i accentuades en protuberàncies o tuberculacions. Aquesta forma se suavitza en alguna cosa arribant a l'extremitat posterior. Les columna vertebral és molt prominent fins a la quarta filla.